# زراشك (بنستان)
زراشك (بالفارسية: زراشک) هي قرية تقع في إيران في قسم بنستان الريفي.